# Alfred Hershey
Alfred Day Hershey (Owosso, Michigan, 1908. december 4. – Syosset, New York, 1997. május 22.) amerikai mikrobiológus és genetikus. 1969-ben Max Delbrückkel és Salvador Luriával megosztva elnyerte az orvostudományi Nobel-díjat "a vírusok replikációját és genetikai szerveződését érintő felfedezéseiért".

## Pályafutása
Alfred Hershey 1908. december 4-én született a michigani Owosso városban, Robert D. Hershey autógyári munkás és Alma Hershey (lánykori nevén Wilbur) gyermekeként. Iskoláit szülővárosában és a közeli Lansingban végezte, utána pedig a Michigan State College-ben szerzett BSc fokozatot 1930-ban, majd PhD-t kémiából 1934-ben. Disszertációját a Brucella baktériumok kémiai összetételéből írta.
1934-től egészen 1950-ig a St. Louis-i Washington Egyetemen dolgozott, bakteriológiát és immunológiát oktatott és közben kutatott. Eleinte a baktériumok kultúrában való tenyésztésével foglalkozott, 1939-től fordult érdeklődése a baktériumok vírusai, a fágok felé. A 40-es évek elején ismerkedett meg a hasonló témán dolgozó, Németországból menekült fizikussal, Max Delbrückkel és az Olaszországból bevándorolt biológussal, Salvador Luriával. Folyamatosan kapcsolatban voltak egymással és megosztották eredményeiket, bár nem dolgoztak együtt. 1945-ben Hershey felfedezte, hogy a fágokban is fellépnek mutációk, a következő évben pedig kimutatta, hogy ha különböző mutációkat hordozó fágokkal fertőznek meg baktériumsejtet, akkor a mutációk rekombinálódhatnak, vagyis a vírusok kicserélik egymással genetikai anyagukat. Hershey 1938-ban adjunktusi, 1942-ben pedig docensi kinevezést kapott.

## A Hershey-Chase kísérlet
1950-ben elfogadta a Carnegie Intézet állásajánlatát és Cold Spring Harborba költözött. Itt végezte el 1952-ben Hershey és Martha Chase azt a kísérletet, amely végérvényesen eldöntötte, hogy az öröklődésért kizárólag a DNS felelős, és a korabeli vélekedéssel szemben a fehérjéknek nincs szerepe benne. Két külön fágpopulációt radioaktív foszforral (ami csak a DNS-be épül be), illetve kénnel (ami a fehérjék ciszteinjébe épül) jelölt meg, majd megfertőzte velük a baktériumokat, centrifugálással eltávolította a sejtfelszínen maradt vírusburkot. A vírusok következő generációjában azt találta, hogy csak a foszforral jelölt csoportban maradtak radioaktívak; vagyis a radioaktív kén be sem jutott a gazdasejtbe. Így kiderült, hogy a DNS egyedül is elegendő a genetikai információ átvitelére; ez az eredmény különös hangsúlyt adott a DNS szerkezetének a következő évben történő felderítésének.
Későbbi munkáiban kimutatta, hogy az ember kettős szálú és lineáris DNS-ével szemben egyes fágok egyszálú vagy cirkuláris DNS-sel rendelkeznek.        

## Elismerései
Alfred Hershey, Max Delbrück és Salvador Luria a fágok genetikájával végzett kutatásaikért 1969-ben orvostudományi Nobel-díjat kapott. 1958-ban Albert Lasker-díjjal, 1965-ben pedig az Amerikai Tudományos Akadémia genetikai díjával tüntették ki.
1962-ben Hershey lett az intézet genetikai kutatórészlegének a vezetője. Innen vonult vissza 1974-ben.

## Családja
Alfred Hershey 1945-ben házasodott össze Harriet Davidsonnal. Egy fiuk született, Peter Manning Hershey.
Alfred D. Hershey 1997. május 22-én halt meg szívbetegsége következtében, 88 éves korában. 